# Donceel
Donceel (valonă Doncél) este o comună francofonă din regiunea Valonia din Belgia. Comuna este formată din localitățile Donceel, Haneffe, Jeneffe și Limont. Suprafața totală a comunei este de 23,31 km². La 1 ianuarie 2008 comuna avea o populație totală de 2.883 locuitori. 